# Livermore (Kalifornia)
Livermore (korábban Livermores, Livermore Ranch vagy Nottingham) város a kaliforniai Alameda megyében, az Egyesült Államokban. Népességét 2017-ben 89 648-ra becsülték, ezzel a Háromvölgy (Tri-Valley) legnépesebb városa. A San Francisco-öböl régió keleti szélén helyezkedik el. Polgármestere John Marchand.
A várost William Mendenhall alapította 1869-ben. Barátjáról, Robert Livermore helyi gazdáról nevezte el, aki az 1840-es években telepedett le a környéken. A városban van a Lawrence Livermore Nemzeti Laboratórium, a livermórium nevű elem névadója, amelynek révén a város neve a periódusos rendszerbe is bekerült. Livermore-ban van az albuquerque-i székhelyű Sandia Nemzeti Laboratórium kaliforniai központja is. A város déli részében szőlőültetvények vannak.

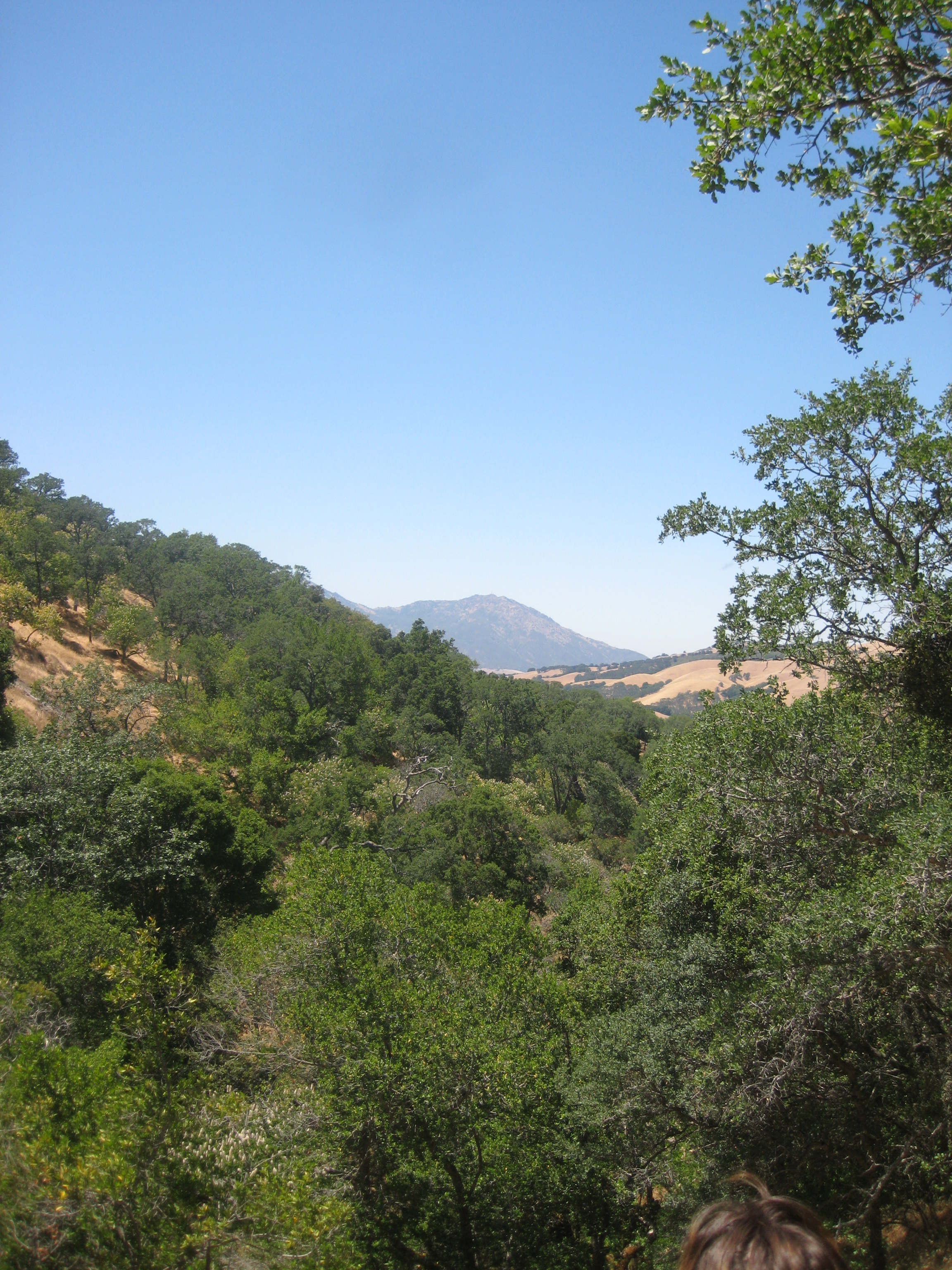
Tipikus livermore-i táj (Morgan Territory Regional Preserve)

## Népesség
| Lakosok száma | 80 968 | 86 870 | 87 955 |
|               | 2010   | 2014   | 2020   |

## Kapcsolódó szócikk
- Százéves Fény: műszaki ritkaság, muzeális értékű, 1901 óta folyamatosan világító szénszálas izzólámpa a városi tűzoltóság épületében.